# Mr. Wu
Mr. Wu (Brasil: O Mandarim / Mr. Wu / Portugal: Mister Wu) é um filme de drama mudo norte-americano de 1927, dirigido por William Nigh e estrelado por Lon Chaney como um patriarca chinês, que tenta vingar o inglês que seduziu a sua filha. O elenco de apoio inclui Anna May Wong.

## Elenco
- Lon Chaney - Mr. Wu / Avô Wu
- Louise Dresser - Mrs. Gregory
- Renée Adorée - Wu Nang Ping
- Holmes Herbert - Mr. Gregory
- Ralph Forbes - Basil Gregory
- Gertrude Olmstead[3] - Hilda Gregory
- Mrs. Wong Wing - Ah Wong
- Claude King - Mr. James Muir
- Sonny Loy - Little Wu
- Anna May Wong - Loo Song

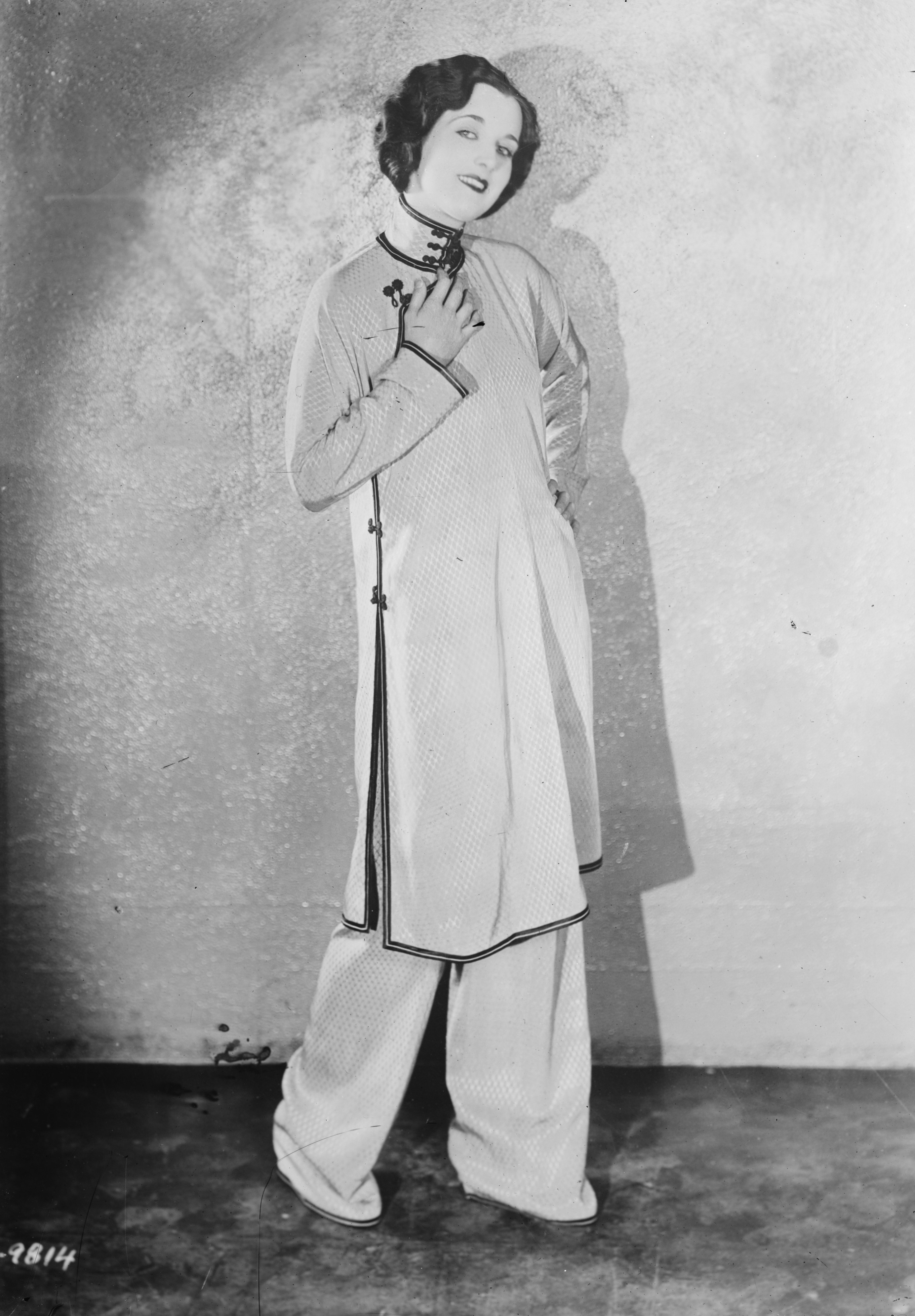
Gertrude Olmstead (22 de março de 1927)

- Toshia Mori - amigo de Nang Ping (creditado como Toshia Ichioka)